# Bandidus marginalis
Bandidus marginalis är en insektsart som först beskrevs av Banks 1910.  Bandidus marginalis ingår i släktet Bandidus och familjen myrlejonsländor. Inga underarter finns listade i Catalogue of Life.